# Rhoicinus
Rhoicinus là một chi nhện trong họ Trechaleidae.